# Bombrini Parodi Delfino
Pour les articles homonymes, voir BPD.
La société Bombrini Parodi Delfino S.p.A. (BPD) aussi simplement appelée BPD, est une société italienne, créée en 1912 à Colleferro, au sud-est de Rome. L'entreprise a développé de nombreuses activités notamment la chimie puis s'est spécialisée dans le domaine spatial. 

## Histoire
La société a été créée en 1912 par deux ingénieurs italiens, anciens sénateurs du royaume d'Italie, Giovanni Bombrini et Leopoldo Parodi Delfino. Ils commencèrent par la production de poudre noire pour canons et fusils et d'explosifs. 
Leur activité florissante assura le développement rapide de cette province essentiellement agricole avec un fort accroissement de la population.
Pendant la Première Guerre mondiale, la société diversifie sa production dans les engrais pour l'agriculture et le ciment avec la création de la société "Calce e Cementi di Segni". En 1938, alors que l'effort de guerre faisait travailler beaucoup d'ouvriers supplémentaires, une terrible explosion détruisit l'atelier des explosifs et fit 60 victimes.
Dès la fin de la Seconde Guerre mondiale, la société investit et se diversifie encore avec la création de divisions : mécanique, textile et chimie.
La société resta sous le contrôle de héritiers des fondateurs jusqu'en 1968, date à laquelle elle fut rachetée par SNIA S.p.A.. Pendant plusieurs années, à la suite de ce rachat, la division chimie du nouveau groupe sera appelée SNIA BPD.

## L'activité missiles et spatiale
BPD a joué un rôle primordial dans le domaine des moteurs de fusées à combustible solide. 
Sa première réalisation remonte à 1927 quand le Centre d'essais de la société met au point un lanceur expérimental à poudre chimique. Dès la fin de la seconde guerre mondiale, plusieurs études aboutirent à la production de combustibles solides destinés à des utilisations militaires mais aussi civiles comme les premières fusées pour sondes atmosphériques lancées depuis la base de Salto di Quirra en Sardaigne. 
La phase industrielle date de 1952 quand, sur commande du Ministère de la Défense et de l'Aéronautique militaire, elle conçut un combustible solide comprenant de la nitroglycérine et de la nitrocellulose), qui permit de construire les premiers missiles expérimentaux au niveau industriel. 
Pour mener à bien ce projet, BPD SpA forma un GIE avec Finmeccanica et deux petites entreprises dont Sigme SpA pour répondre aux commandes des différents ministères des armées des différents pays européens intéressés par les moteurs de lanceurs et de missiles à combustible solide.
BPD SpA sera ensuite choisie par l'Aeronautica Militare pour développer un missile pour recherches météorologiques, le 160-70, en utilisant deux des systèmes de propulsion déjà expérimentés peu de temps auparavant. Grâce à son expérience, l'Italie put lancer avec succès une série de fusées entre 1961 et 1963.
En 1961, pour répondre aux commandes et un peu sous la pression du gouvernement italien, une fusion de plusieurs sociétés spécialisées fut opérée avec une intégration parfaite entre les sociétés privées et publiques comme Finmeccanica, Sispre filiale commune entre les groupes FIAT et IRI et BPD SpA pour former la SGMI - Società Generale Missilistica Italiana.
En 1966, les succès internationaux obtenus par la société dans le domaine des combustibles solides lui valurent une commande d'ELDO, la société qui deviendra plus tard l'Agence spatiale européenne (ESA) pour le développement et la production du moteur d'apogée du satellite de télécommunications ELDO-PAS. Cette expérience très positive procura à BPD une aura internationale bien méritée. Le groupe connu alors une très rapide croissance de sa division moteurs de fusées à combustible solide qui devint une référence mondiale.
En 1968, BPD SpA fut rachetée par le groupe SNIA Viscosa qui deviendra SNIA-BPD. La société obtiendra en 1975 une commande spéciale de l'ESA, la responsabilité de l'étude, du développement et de la fabrication des moteurs de séparation du lanceur européen Ariane. En 1984, elle obtient le contrat pour la réalisation des boosters d'Ariane 5. Les moteurs de décollage des fusées Ariane sont livrés, depuis plus de 30 ans, sur la base de Kourou en Guyane Française, par les sociétés filiales que sont Europropulsion et Regulus.
En 1980, le groupe Fiat rachète tout le groupe SNIA SpA à travers sa filiale Sicind SpA. Dix ans plus tard, Fiat transfère la branche spatiale regroupée sous la bannière BPD à sa filiale "Composants" Gilardini pour ensuite la regrouper en 1994 au sein de sa filiale Fiat Avio S.p.A..

## Sources
- (it) Le attività spaziali italiane dal dopoguerra all'istituzione dell'Agenzia Spaziale Italiana, Agenzia Spaziale Europea
- (en) Anthony S. Travis, Determinants in the evolution of the European chemical industry, 1900-1939, Kluwer Academic Publishers, Dordrecht, 1998, p. 293